# Дони-Вакуф (община)
Община Дони-Вакуф (босн. и хорв. Opština Donji Vakuf, серб. Општина Доњи Вакуф) — боснийская община, расположенная в Среднебоснийском кантоне Федерации Боснии и Герцеговины. Административным центром является Дони-Вакуф.

## Население
По предварительным данным переписи в конце 2013 года население общины составляло 14 739 человек. По данным переписи населения 1991 года, в 68 населённых пунктах общины проживали 24 544 человека.